# Melchior Schweling

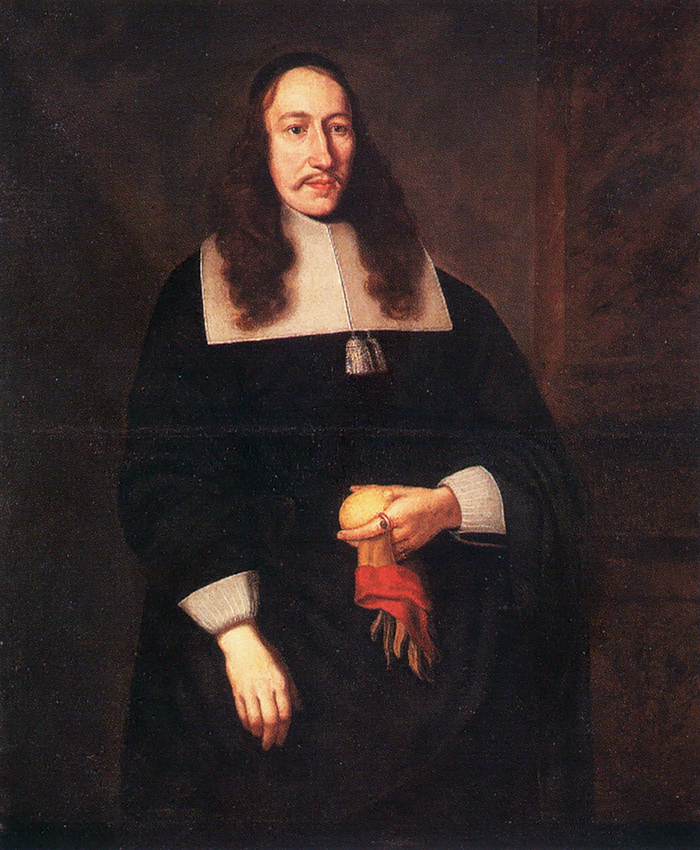
Melchior Schweling, Porträt im Focke-Museum von Franz Wulfhagen

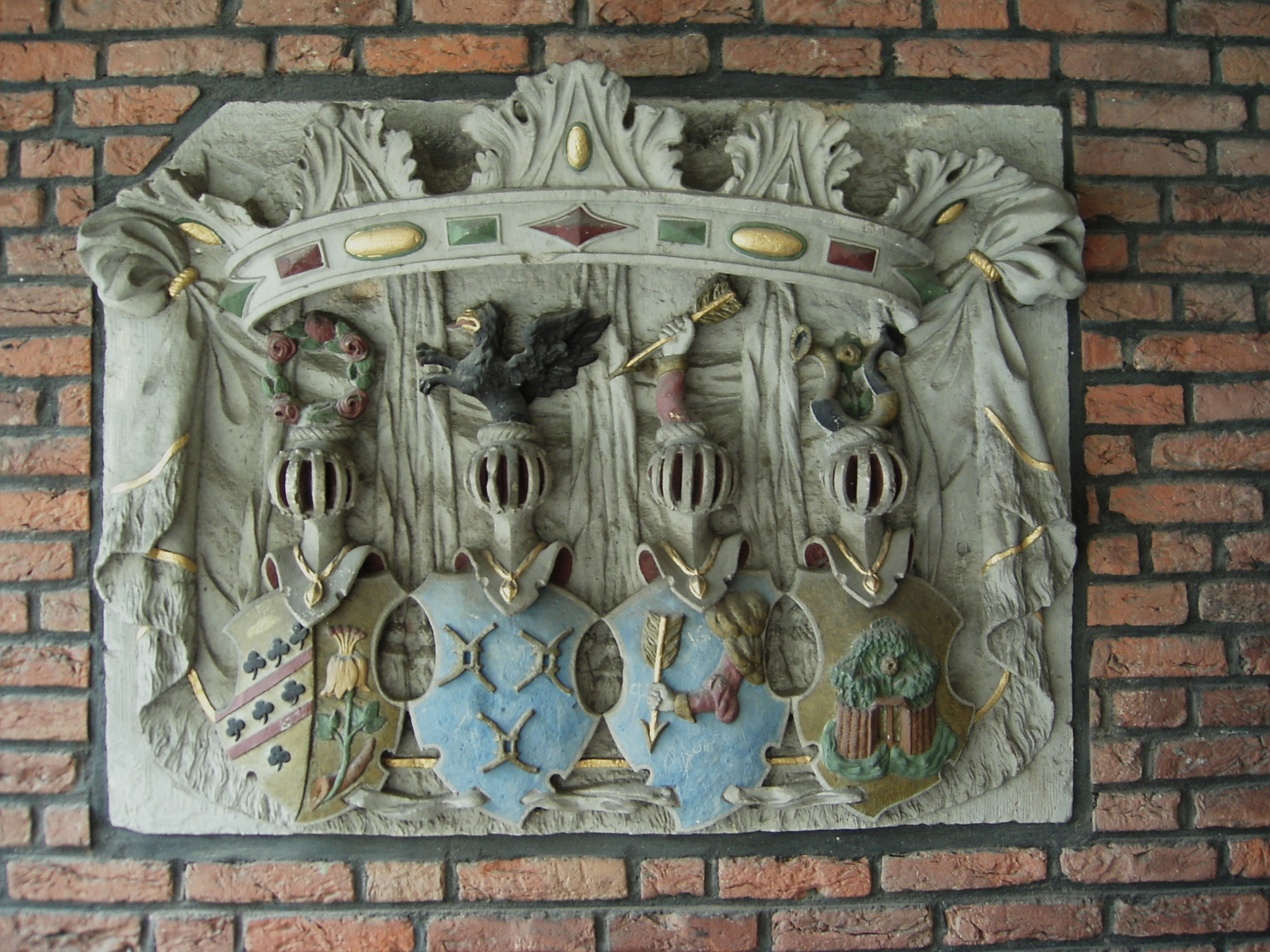
Wappenstein

 Melchior Schweling (* 23. Oktober 1629 in Bremen; † 1. Juli 1712 in Bremen) war ein deutscher Jurist und Bürgermeister von Bremen.

## Biografie
Schweling war der Sohn des Rechtsgelehrten, Geheimen Rath des bremischen Erzbischofs und Rathsherrn Johannes Schweling (1596/97–1678). Er besuchte das Paedagogeum und ab 1647 das Gymnasium in Bremen. Er begann das Studium an der Academia Julia Carolina in Helmstedt und unterrichtet zwischendurch in Brake den jungen Grafen von der Lippe (wahrscheinlich Kasimir (Lippe-Brake)). Er studierte wieder ab 1657 Rechtswissenschaften an der Universität Jena und promovierte 1658 zum Dr. jur.
Ab 1678 wurde er an Stelle seines verstorbenen Vaters Ratsherr von Bremen und ab Juli 1682 Richter. Vom 17. April 1689 bis 1712 (†) war er Bürgermeister der Freien Hansestadt Bremen. Er war in der so genannten 2. Linie Bremer Bürgermeister Nachfolger von Bürgermeister Johann Heerde (1638–1689); ihm folgte Werner Köhne (1656–1737).
Die Wappentafel aus Sandstein der Bremer Bürgermeister Melchior Schweling, Fredericus Casimirus Tilemann, Henricus von Aschen und Hermanus Dwerhagen wurde 1700 an der damals neu gebauten dritten Michaeliskirche vor dem Doventor angebracht. Sie befindet sich heute an der vierten Michaeliskirche.
Schweling war verheiratet und hatte eine Tochter.